# История Кардиффа

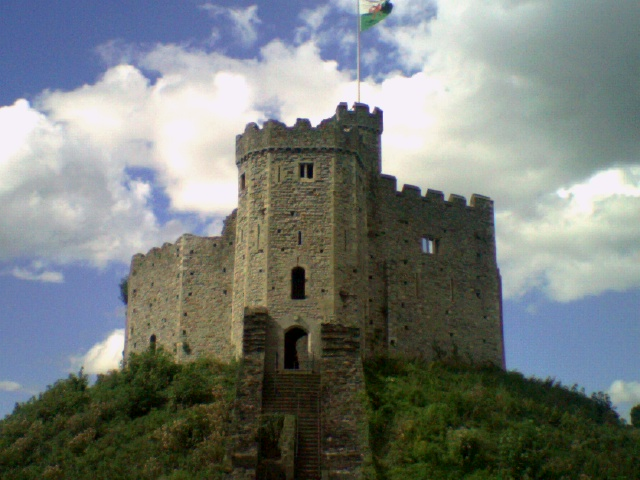
Руины донжона норманнов в замке Кардифф

История Кардиффа как города, графства и столицы Уэльса продолжается уже не менее 6000 лет. Эта территория была населена людьми ещё во время неолита. В районе 10 миль (около 16 км) от центра Кардиффа находятся четыре усыпальницы того же времени. Вплоть до завоевания римлянами Британии Кардифф был частью территории, названной Силурес, включающей в себя те области, которые потом будут известны как Брекнокшир, Монмутшир и Гламорган. Римский форт, установленный на реке Тафф, давший название городу — валл. Caerdydd (Форт (валл. caer) и реке, на которой он стоит — Taff (валл. daf, или dydd)), был построен на месте обширных поселений силуров в 50-х годах н. э.

## Ранняя история

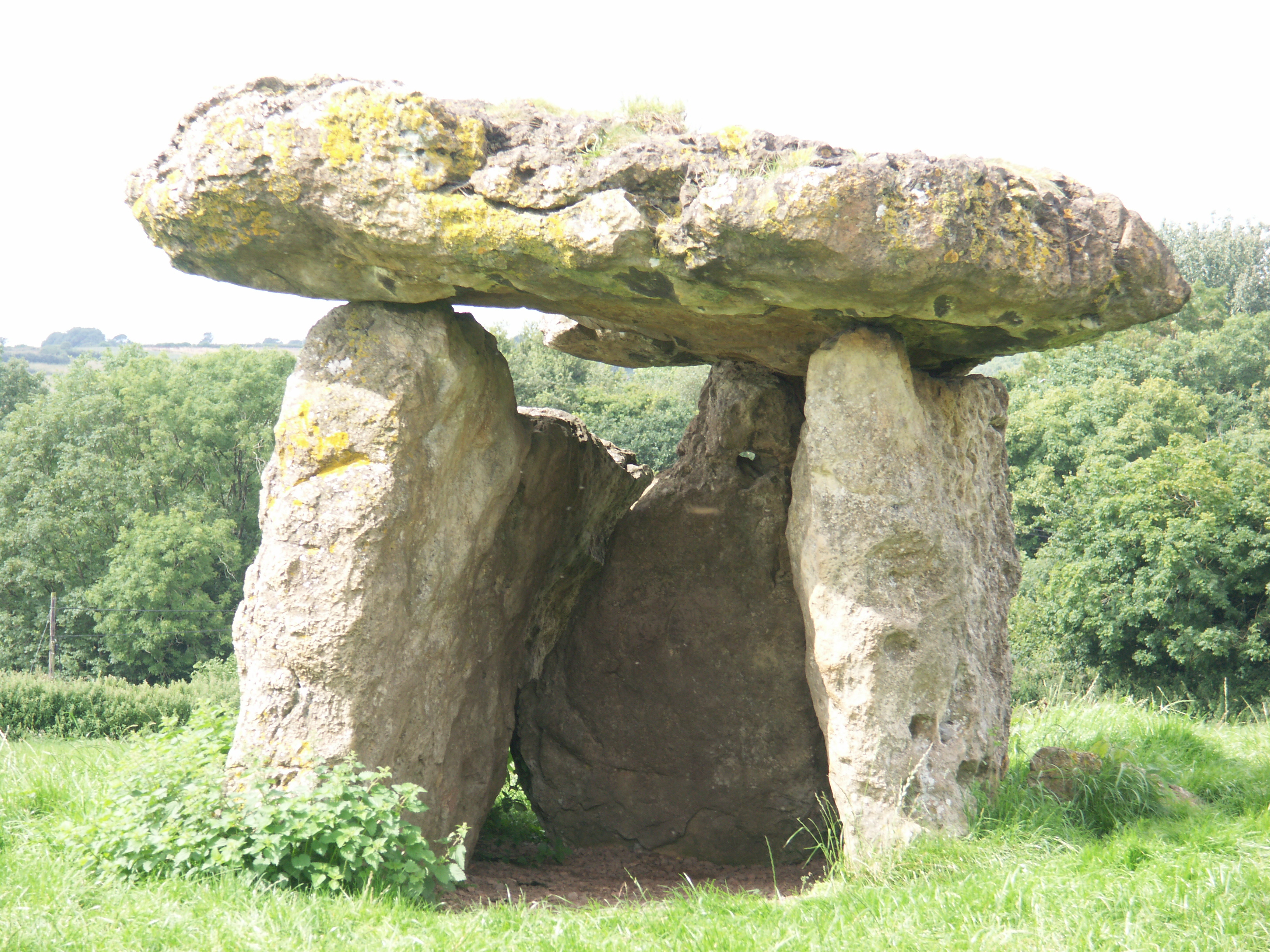
Захоронение St Lythans

Люди могли свободно ходить по суше между континентом и Британскими островами из-за того, что после схода ледника Ирландское море только начало формироваться, и острова ещё не отделились от материка. Историк Джон Давьес выдвинул теорию, что история затонувшего королевства валл. Cantre'r Gwaelod, находившихся на территории в водах между Уэльсом и Ирландией, могла остаться в цикле историй Мабиногиона.
Поскольку остров Великобритания был покрыт тогда густыми лесами, передвижение между разными областями острова оказалось крайне трудным, поэтому основным путём к Европе стало море. Люди пришли в Уэльс с Пиренейского полуострова. Материковые колонизаторы объединились с местными жителями и изменили стиль жизни с кочевого и охотничьего на фермерский, часть которых оставалась и переселялась в области, которую впоследствии будут называть Гламорган. Они вырубили леса, чтобы разбить поля и пастбища, развили новые технологии, такие как керамику и текстиль, а также ввели традицию длинных могильных курганов.
Археологические находки в местах вокруг Кардиффа — курган St. Lythans возле деревни Венву (около 4 миль на запад), Тинкинсвуд и другие — показывают, что люди переселились сюда ещё во времена неолита, как минимум около 6000 года до н. э., то есть примерно за 1500 лет до египетских пирамид или Стоунхенджа.

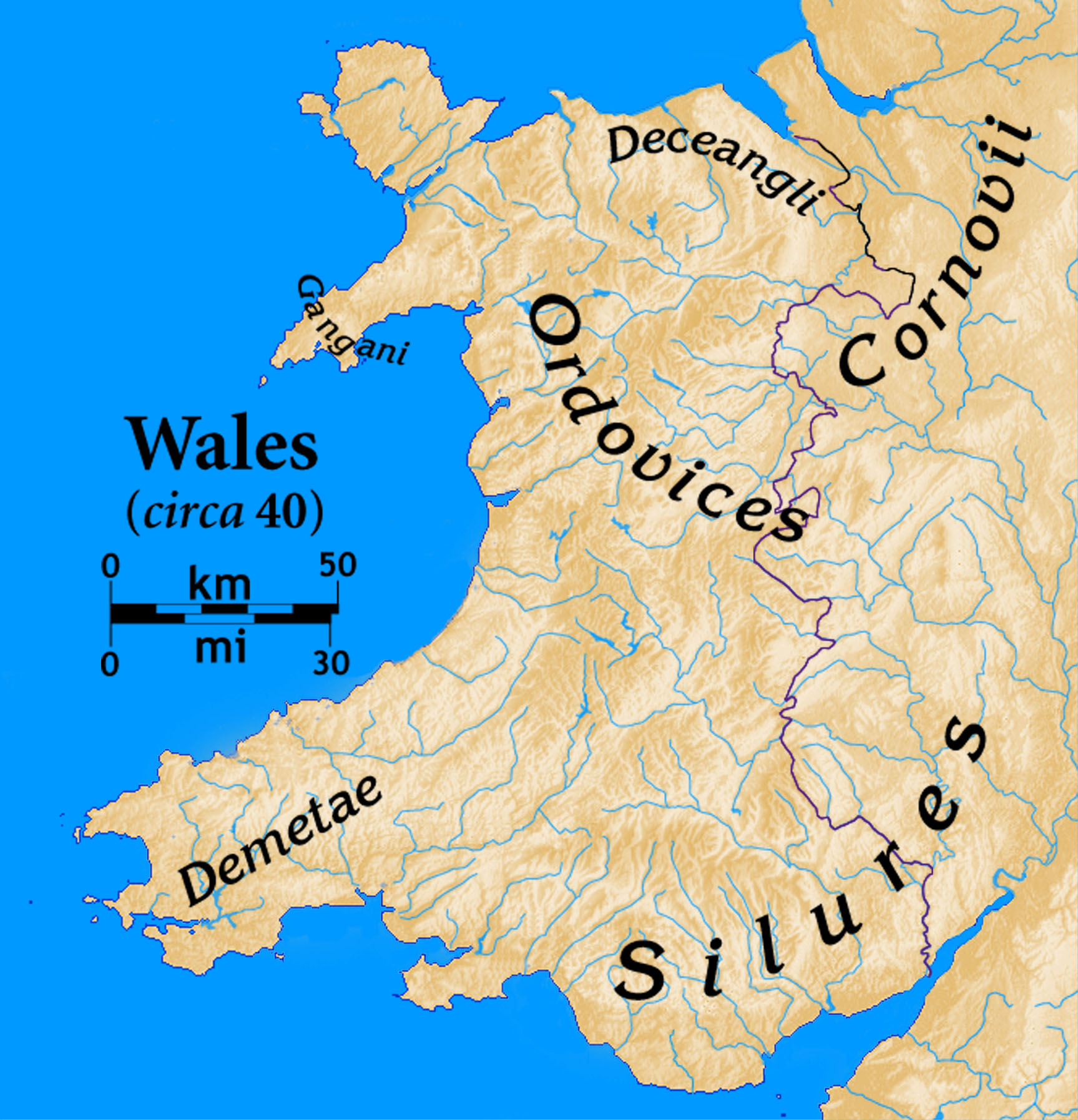
Уэльские племена во времена римлян (также показана граница современной Англии)

Как и все жители Британии, за последующие столетия люди, живущие на территории будущего Кардиффа, смешались с новыми мигрантами. Вместе с областями, которые сейчас известны как Брекнокшир, Монмутшир и часть Гламоргана, место, на котором стоит Кардифф, было населено кельтскими племенами силуров. К северу от города есть группа из пяти курганов, построенных предположительно во время Бронзового века, один из которых является пунктом триангуляции. Также недалеко от них расположены несколько поселений железного века.

## Римский период

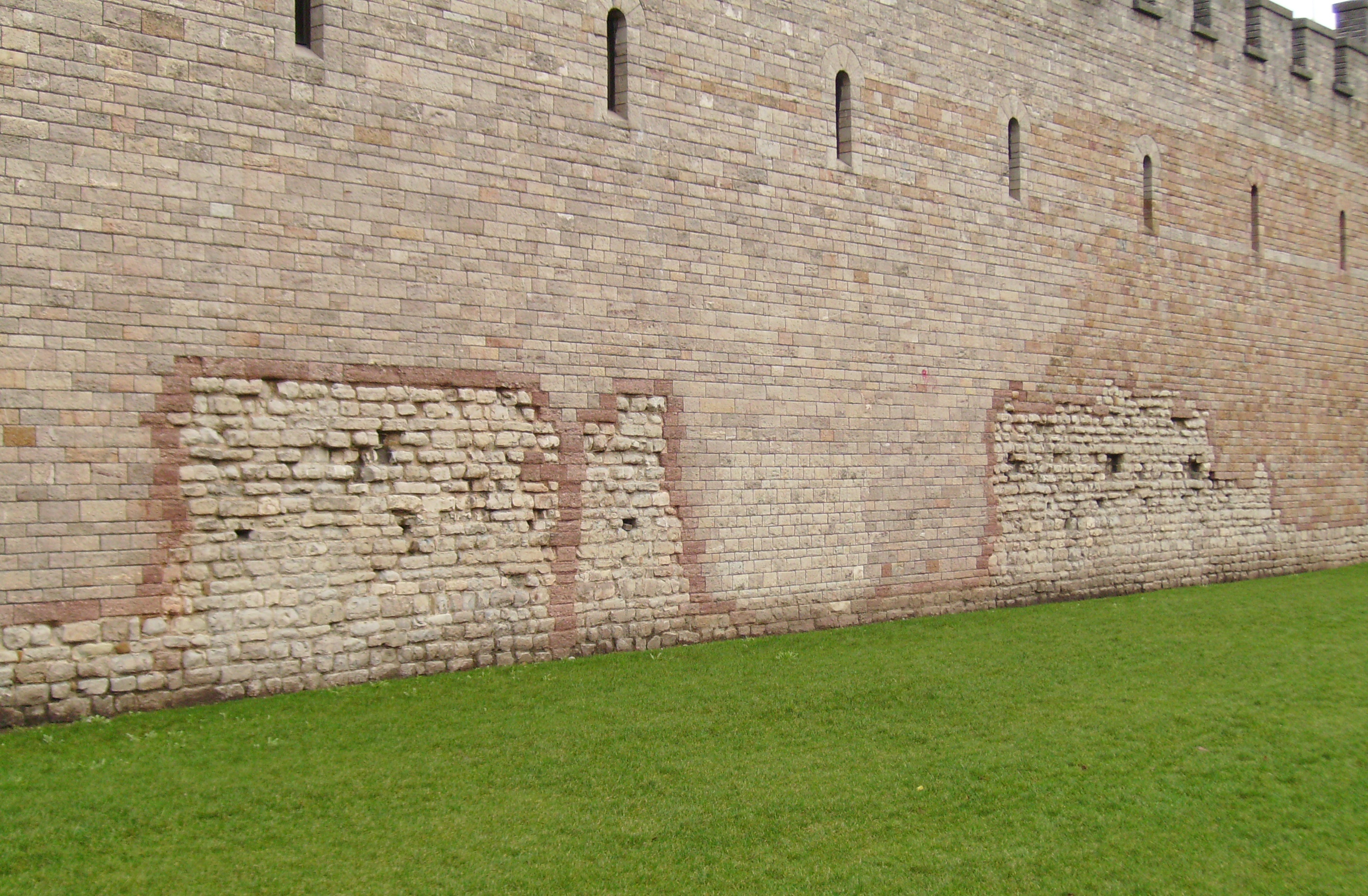
Часть Римского форта в Кардиффском замке

Раскопки в стенах Кардиффского замка позволяют предположить, что римские легионы прибыли на эти территории примерно в 54—68 годах, во времена правления Нерона. Римляне победили силуров и сослали Каратака в Рим. Затем установили свой первый форт на стратегически важном месте — там, где река Тафф и река Элай впадают в Бристольский залив.
Силуры были окончательно покорены в 75 году, когда долгая кампания римского военачальника Секста Юлия Фронтина увенчалась успехом. Тогда римляне получили контроль над всем Уэльсом. Римский форт в Кардиффе был перестроен некоторое время спустя. К 250 году рядом был построен другой форт с каменными стенами высотой в 10 футов, защищающий от атак со стороны Гибернии.

## Тёмные времена и период викингов
Тёмные времена Кардиффа очень мало изучены. Это связно с тем, что многие записи исчезли во время частых атак и разбоев. Первое письменное упоминание Кардиффа сделано в Анналах Уэльса в 445.. К 850 году викинги атаковали побережье Уэльса и использовали Кардифф как свою базу, а позднее и порт.

## Средневековье

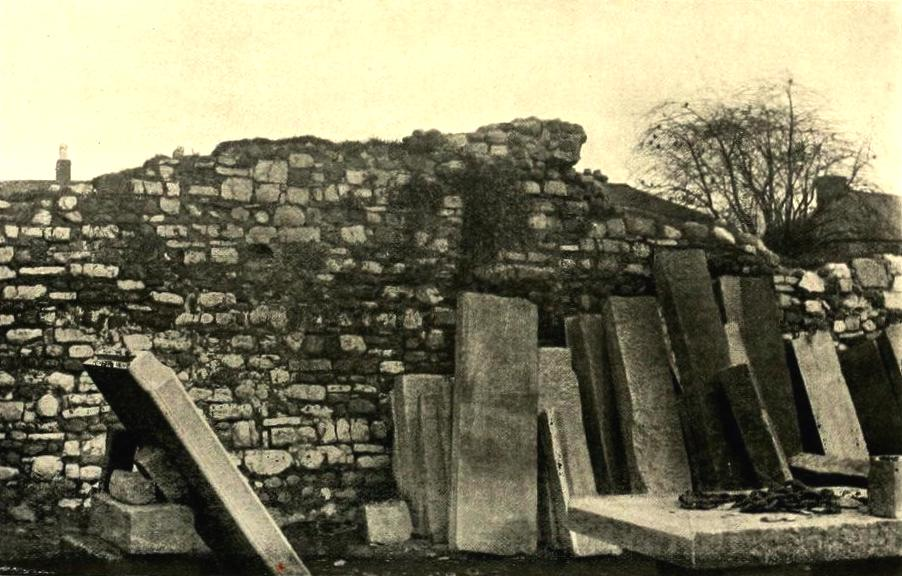
Часть Кардиффской городской стены, к западу от Рабочей улицы, 1890 год. Была уничтожена в 1901

В 1091 году Роберт Фиц-Хэмон, лорд Гламоргана, начал работу над главной башней в стенах старого римского форта и к 1111 были также достроены и городские стены Кардиффа, что было описано английским летописцем англ. Caradoc of Llancarfan в его книге Brut y Tywysogion(рус. Хроника принцев) С тех пор Кардиффский замок был у в сердце каждого жителя города.. Немного спустя в тени замка вырос небольшой город, в котором жили преимущественно жители Англии. В Средневековье его популяция составляла от 1500 до 2000 человек, что было нормальным для уэльского города на тот период. В 1107 году скончался лорд Роберт Фиц-Хэмон. Позже его дочь Мэйбл вышла замуж за Роберта, незаконного сына короля Генриха I. Он построил первую каменную башню в Кардиффском замке, а также освободил из тюрьмы Роберта II (III) в 1126 вплоть до его смерти в 1134 году. Весь тот период первым мэром города Кардифф был Ральф. Роберт Глостерский умер в 1147 году, и его преемником стал Вильям, который умер в 1183 году без наследника мужского пола. Тогда титул лорда Кардиффа получил принц Джон, впоследствии ставший королём Англии из-за своего брака с дочерью Вильяма — Изабеллой, графиней Глостера. Джон развёлся с Изабеллой, но сохранил её статус до второго замужества.
Между 1158 и 1316 Кардифф неоднократно был атакован.
К концу XIII века Кардифф был единственным городом в Уэльсе, чьё население превысило 2000 человек. С другой стороны, по сравнению с городами Англии, он был очень невелик.
Порт Кардиффа был построен в Средневековье, и к 1327 получил право складирования. В городе работали еженедельные рынки, а также два раза в год проводились ярмарки, на которые собирались торговцы со всей Британии.
В 1404 году Оуайн Глиндур сжёг Кардифф и захватил Кардиффский Замок. Так как город всё ещё был небольшим, большинство зданий было деревянными и сгорели дотла. Но, несмотря на это, город был быстро перестроен и снова процветал.

## Главный город графства Гламорганшир

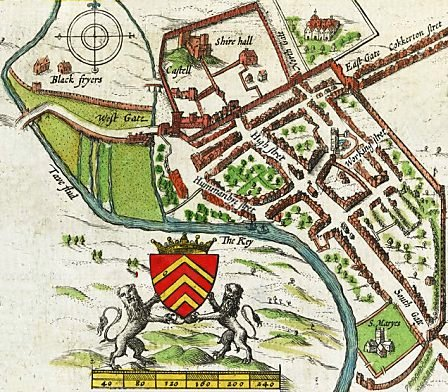
Джон Спид. Карта Кардиффа, 1610 год.

Акт об объединении Англии и Уэльса 1536 года привёл к созданию шира Гламорган, административным центром которого стал Кардифф. В 1538 году Генрих VIII закрыл доминиканские и францисканские мужские монастыри и разобрал их на строительные материалы.
В 1542 году Кардифф в первый раз получил представительство в Палате общин. В 1551 году Граф Пембрук был сделан Бароном Кардиффа. В 1542 году Кардифф получил статус «Вольного города» (англ. Free Borough). Кардифф стал главным городом Уэльса по сбору таможенных пошлин в 1573 году, а в 1581 году получил первую королевскую городскую хартию от Елизаветы I. В 1608 году Яков I жаловал городу вторую королевскую хартию.
Во время английской революции у селения Сент-Фаганс, в настоящее время являющегося одним из районов в западной части Кардиффа, в 1648 году состоялось сражение, в котором войска Парламента одержали победу над роялистами. Это были последние крупномасштабные военные действия, имевшие место на территории Уэльса.

## Новое время
Конец XVII века и большая часть XVIII столетия прошли для Кардиффа в поступательном развитии. Были открыты первая государственная школа, гостиница, пивоварня, лудильный цех и паб, обновлены ратуша и пристань. Началом следующего этапа развития города стало получение маркизами Бьюта, имевшими большие владения в Гламорганшире, титула баронов Кардиффа. Джон Стюарт, 1-й маркиз Бьют, стал носить этот титул с 1776 года. Уже через два года он начал восстановительные работы в Кардиффском замке. В 1790-е годы в городе появились ипподром, печатная мастерская и кофейня. Адвокат Джон Вуд открыл первый банк Кардиффа. К 1796 году город имел ежедневное сообщение дилижансом с Лондоном и регулярные рейсы на Бристоль и Бат. К 1807 году почтовое сообщение было налажено таким образом, что корреспонденция из Лондона прибывала в Кардифф в течение одного дня. Однако это были лишь первые шаги нового этапа прогресса Кардиффа, который по переписи 1801 года с населением в 1870 горожан занимал двадцать пятое место по величине среди городов Уэльса.
В 1814 году Джон Крайтон-Стюарт, 2-й маркиз Бьют унаследовал титул и владения отца и начал активную деятельность по возведению доков Кардиффа — дело, на которое он потратил свою жизнь и за которое он был назван «творцом современного Кардиффа». Кроме того, в 1815 году было открыто регулярное морское сообщение с Бристолем с периодичностью рейсов 2 раза в неделю. В 1821 году был основан Кардиффский газовый завод.

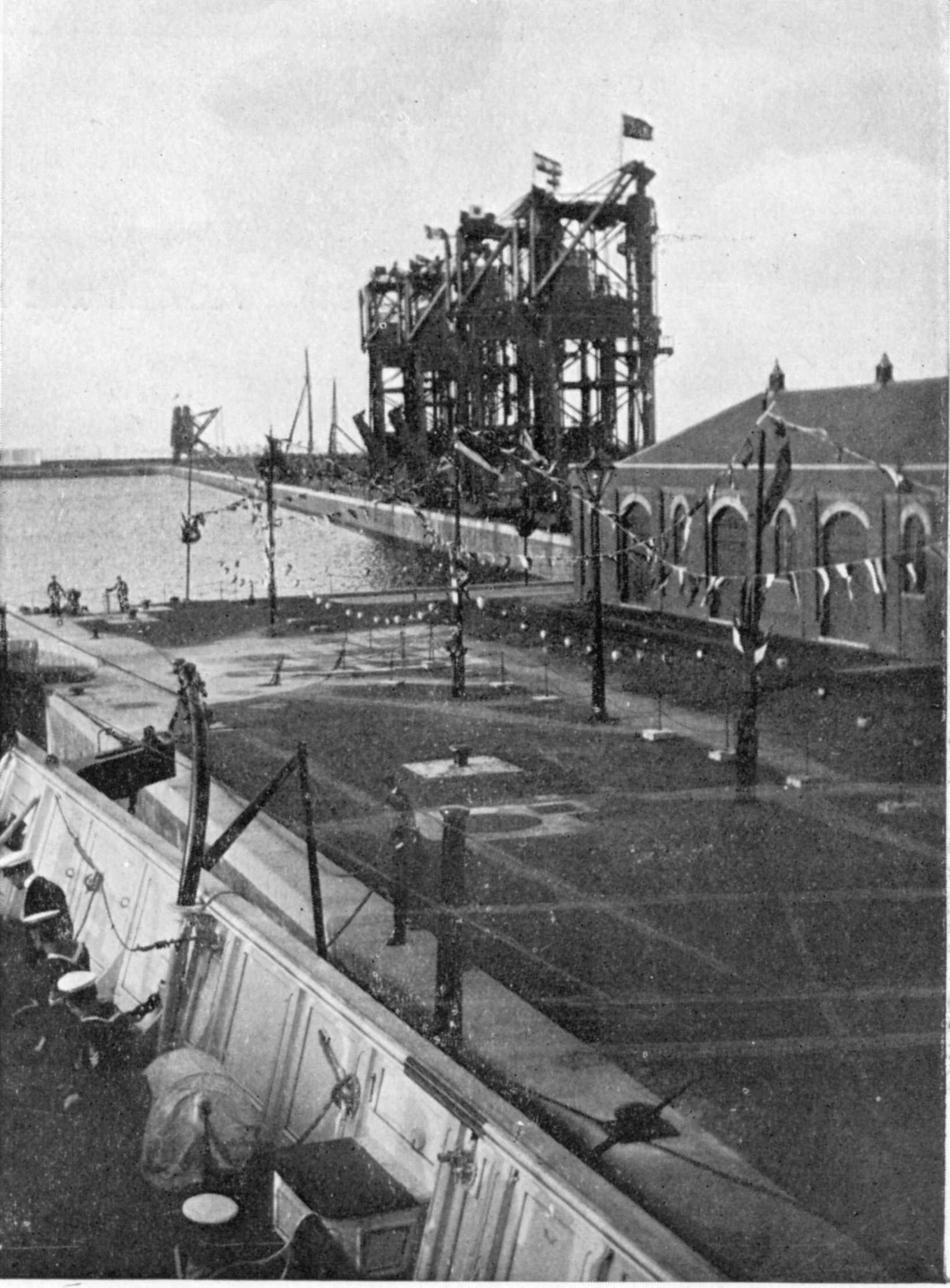
«Доки королевы Александры», 1907 год.

«Доки Бьюта» были официально открыты в октябре 1839 года, спустя два года было завершено строительство «Железной дороги долины Таф» (англ. Taff Vale Railway), соединявшей угольные месторождения долин Гламоргана с Кардиффом. В 1855 году были построены «Восточные Доки Бьюта». Создание подобной транспортной инфраструктуры и возросшие потребности в угле привели к значительному увеличению значения Кардиффа как торгового порта. Если в первой трети XIX века в этой области первенствовали Ньюпорт и Суонси, то к середине столетия Кардифф стал крупнейшим портом Уэльса по объёму отгрузок угля:
| Порт    | Внутренние отгрузки | Внутренние отгрузки | Экспорт | Экспорт |
| Порт    | 1840                | 1851                | 1840    | 1851    |
| ------- | ------------------- | ------------------- | ------- | ------- |
| Кардифф | 162 283             | 501 002             | 3826    | 249 001 |
| Ньюпорт | 482 398             | 451 491             | 7256    | 151 668 |
| Суонси  | 460 201             | 352 247             | 33 089  | 41 502  |

Экономический подъём привёл и к росту населения города, который происходил за счёт миграции. К 1841 году четверть населения Кардиффа составляли уроженцы Англии, а около 10 % были иммигрантами из Ирландии. В 1871 году Кардифф стал самым большим городом Уэльса, превзойдя по количеству жителей Мертир-Тидвил и Суонси.
В 80-х годах XIX века позиции Кардиффа в качестве основного «угольного» порта пошатнулись с открытием доков в городке Барри, гавань которого имела преимущество, поскольку её судоходность не зависела от приливов. Уже в 1901 году объёмы угля, перевозимого через Барри, превысили показатели порта Кардиффа, однако это не снизило значение последнего для угольной промышленности, так как все основные предприятия, координирующие торговлю углём, базировались в Кардиффе. В частности, в 1886 году была открыта «Угольная биржа» (англ. Coal Exchange), на которой в 1907 году состоялась первая в мире сделка на сумму в 1 миллион фунтов стерлингов.

Важным шагом в индустриальном развитии города также стало открытие компанией «Dowlais Ironworks» сталелитейного завода «East Moors Steelworks» в Кардиффе, которое состоялось 4 февраля 1891 года.